# Luční potok (přírodní rezervace)
Přírodní rezervace Luční potok byla vyhlášena roku 2000 a nachází se u obce Jesenice u Rakovníka. Důvodem ochrany je krajinářsky hodnotné území s pestrou mozaikou společenstev a s výskytem kriticky ohrožených a ohrožených druhů rostlin a živočichů.

## Popis oblasti
Mezi významné rostliny v oblasti lze počítat např. lilii zlatohlavou (Lilium martagon), hořec křížatý (Gentiana cruciata), chrastavec rolní (Knautia arvensis), vemeník dvoulistý (Platanthera bifolia), zvonečník hlavatý (Phyteuma orbiculare), úpolín evropský (Trollius europaeus), prstnatec májový (Dactylorhiza majalis) či prvosenku jarní (Primula veris).
Z významnějších živočichů žijí v oblasti např. krutihlav obecný (Jynx torquilla), žluva hajní (Oriolus oriolus), mlynařík dvouocasý, ťuhýk obecný (Lanius collurio) či cvrčilka říční (Locustella fluviatilis), z obojživelníků ropucha zelená (Bufotes viridis), z plazů užovka obojková (Natrix natrix) a ze savců netopýr velký (Myotis myotis).